# Borowiec olbrzymi
Borowiec olbrzymi (Nyctalus lasiopterus) – gatunek ssaka z podrodziny mroczków (Vespertilioninae) w obrębie rodziny mroczkowatych (Vespertilionidae).

## Taksonomia
Gatunek po raz pierwszy zgodnie z zasadami nazewnictwa binominalnego opisał w 1780 roku niemiecki przyrodnik Johann Christian Daniel von Schreber nadając mu nazwę Vespertilio lasiopterus. Holotyp pochodził z Pizy, w północnych Włoszech. 
Nyctalus lasiopterus czasami obejmuje N. aviator jako podgatunek, ale traktuje się go jako odrębny, głównie ze względu na ich niespójne rozmieszczenie i różnice morfologiczne. Te dwa gatunki tworzą grupę siostrzaną z N. noctula, z których wszystkie trzy mają tę samą liczbę diploidalną. Autorzy Illustrated Checklist of the Mammals of the World uznają ten gatunek za monotypowy. 

### Etymologia
- Nyctalus: gr. νυκταλος nuktalos lub νυσταλος nustalos „senny, ospały”[10].
- lasiopterus: gr. λασιος lasios „włochaty, kudłaty”[11]; -πτερος -pteros „-skrzydły”, od πτερον pteron „skrzydło, wiosło”[12].

## Zasięg występowania
Borowiec olbrzymi występuje w południowej i wschodniej Europie od Półwyspu Iberyjskiego po zachodnią Rosję i skrajnie zachodni Kazachstan oraz Sycylię, Cypr, zachodnią i północno-wschodnią Turcję, Kaukaz, północno-zachodni Iran i w północnej Afryce w północnym Maroku i północno-wschodniej Libii.

## Morfologia
Długość ciała (bez ogona) 84–104 mm, długość ogona 48–74 mm, długość ucha 18–26 mm, długość tylnej stopy 13–16 mm, długość przedramienia 59–70 mm; masa ciała 33–74 g. Kariotyp wynosi 2n = 42 i FNa = 50.

## Pokarm
Borowiec olbrzymi jest jedynym europejskim nietoperzem, mogącym polować nie tylko na owady, ale również na drobne ptaki wróblowe (np. sikory i świstunki), szczególnie podczas sezonowych wędrówek ptasich na Półwyspie Iberyjskim. Wszystkie swoje ofiary łowi prawdopodobnie w locie, w przeciwieństwie do mięsożernych nietoperzy strefy tropikalnej (lironosów, niektórych liścionosów i bruzdonosów), chwytających ptaki śpiące na gałęziach drzew.

## Ochrona
W Polsce jest objęty ścisłą ochroną gatunkową, dodatkowo obowiązuje zakaz fotografowania, filmowania lub obserwacji, mogących powodować płoszenie lub niepokojenie.